# Doolapalli, Mulbagal
Doolapalli là một làng thuộc tehsil Mulbagal, huyện Kolar, bang Karnataka, Ấn Độ.